# 新渡口街道
新渡口街道，原为新渡乡，是中华人民共和国江苏省淮安市淮阴区下辖的一个乡镇级行政单位。2018年撤乡设街道。区划代码改为 320804007。

## 行政区划
新渡口街道下辖以下地区：
佟洼村、朱集村、夏圩村、双坝村、淮涟村、新渡村、沙荡村、新桥村和三杨村。